# Gecombineerd vervoer
Gecombineerd vervoer, soms ook gecombineerd verkeer of combiverkeer (Duits: Kombinierter Verkehr, afgekort KV) is het vervoer van laadeenheden zoals (zee)containers, wissellaadbakken en opleggers, waarbij deze voor een groot deel per spoor en/of over water vervoerd worden.

## Begripsverklaring
Het begrip gecombineerd vervoer is niet heel duidelijk af te bakenen van intermodaal (goederen)vervoer. Het gaat beide om vervoer van laadeenheden, waarbij gebruik wordt gemaakt van minstens twee vervoersmiddelen (modaliteiten) en valt daarom ook onder multimodaal goederenvervoer. Pas wanneer een laadeenheid voor een groot deel per spoor en/of over water wordt vervoerd en het wegvervoer dus als voor- en natransport gebruikt wordt spreekt men van gecombineerd vervoer. Hoe groot hierbij het aandeel wegvervoer mag zijn om als gecombineerd vervoer aangemerkt te mogen worden is niet duidelijk gedefinieerd. Bij begeleid gecombineerd vervoer, waarbij ook de vrachtwagen en chauffeur worden vervoerd, is het aandeel wegvervoer vaak wat groter dan bij onbegeleid gecombineerd vervoer, waarbij alleen de oplegger vervoerd wordt. Hoewel de definitie van de term het niet aangeeft, wordt veelal alleen van gecombineerd vervoer gesproken als het gaat om een bewuste keuze om het wegvervoer te vervangen door transport over water of over rails.
Het gebruik van de benaming gecombineerd vervoer is niet erg consistent. In veel gevallen wordt het gebruikt als men specifiek doelt op de combinatie van weg- en spoorvervoer. Soms worden in andere talen nog weer andere termen gebruikt. Zo wordt begeleid gecombineerd vervoer in het Duits naast "Begleiteter Kombinierten Verkehr (BKV)" ook "Huckepack-Verkehr" genoemd. Ook moet er geen verwarring ontstaan met autoverlad (Duits), wat slaat op transport van wegvoertuigen over korte afstand per spoor, als een soort veerboot over land. Dit wordt toegepast op plekken waar de bergpas 's winters niet toegankelijk is, of waar überhaupt geen weg over de bergen loopt (o.a. Lötschberg).

### 44-Ton regeling
In een aantal landen mag het gewicht van een vrachtwagen die gebruikt wordt voor gecombineerd vervoer, worden verhoogd van 40 naar 44 ton totaalgewicht. In Duitsland geldt dit indien de hemelsbrede afstand tussen begin-/eindpunt en de containerterminal of haven niet meer dan 150 km bedraagt. Ook hoeft dan geen tol (Maut) betaald te worden.

## Codering

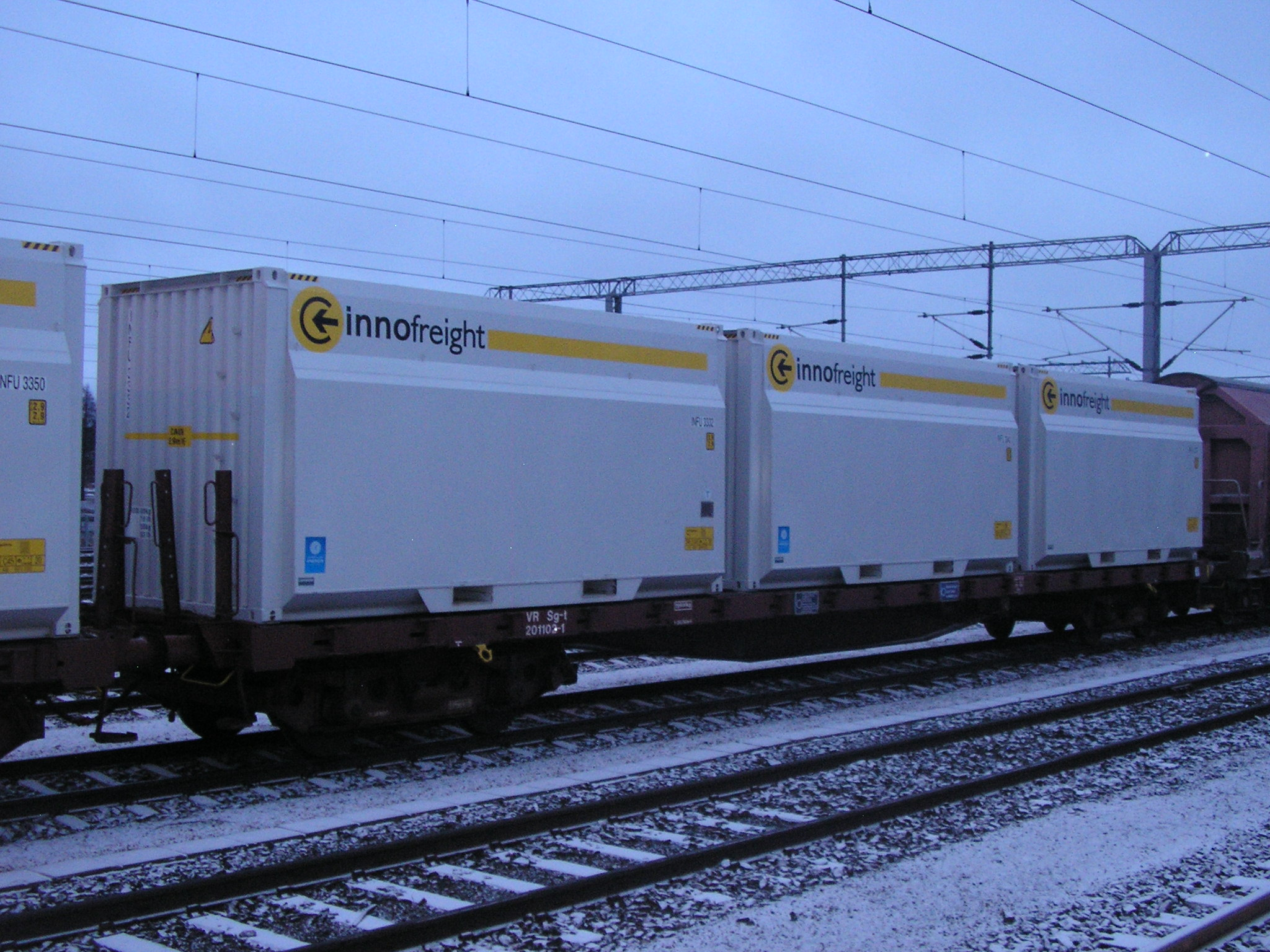
Als C45 gecodeerde Innofreight Woodtainer XXL laadbakken.

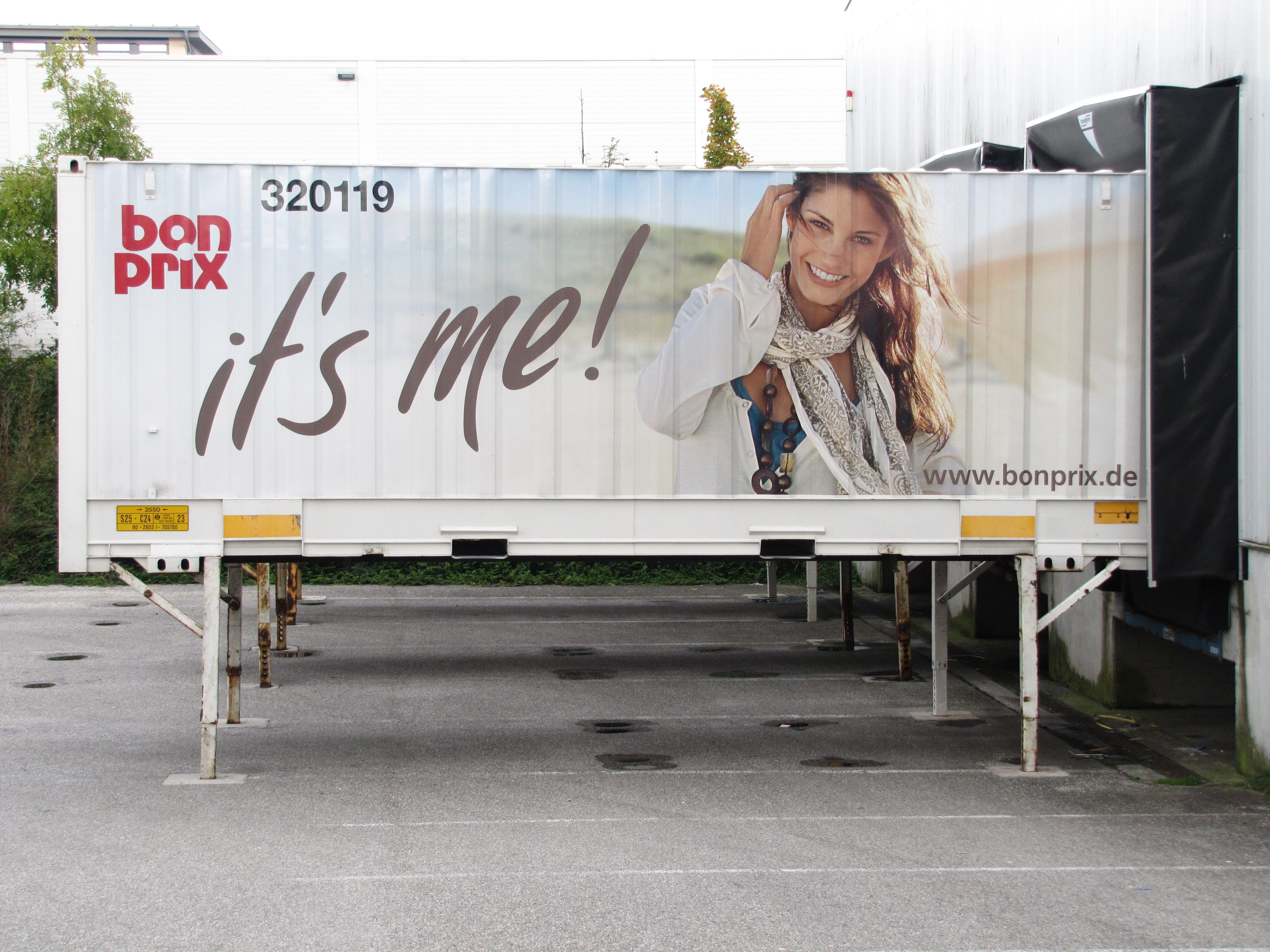
Een wissellaadbak, codering C24 en S25.

Voor gecombineerd vervoer bestaan er codes voor de maatvoering van laadeenheden en routes. Laadeenheden bestaan er in heel veel soorten en maten, de gebruikte routes kennen veel beperkingen in hoogte. Om te voorkomen dat lading en/of infrastructuur beschadigd raakt, is er een systeem opgezet dat moet voorkomen dat lading buiten het profiel van vrije ruimte (PVR) van een spoorlijn valt. Hiervoor hebben alle spoorlijnen een code die aangeeft wat de maximale grootte van laadeenheden op die route mag zijn. Diezelfde codes zijn terug te vinden op wissellaadbakken en opleggers die gebruikt worden voor gecombineerd vervoer. De gebruikte aanduiding bestaat uit een letter (de Wagenbestimmungskode) en twee of drie cijfers (het Huckepackprofilnummer) en is onder andere vastgelegd in een aantal UIC-Leaflets.

### Wagenbestimmungskode (WBK)
De Wagenbestimmungskode (Duits), afgekort als WBK, is een codering om aan te geven om wat voor soort laadeenheid het gaat. De onderstaande tabelen geven een overzicht van de gebruikte letters en de bijbehorende betekenis. De huidige regels gelden vanaf 1 juli 2011, de oude opschriften mochten nog tot 1 juli 2019 gebruikt worden.
De WBK letter staat in een driehoek, bij standaard goederenwagens is deze geel, bij wagens met afwijkende eigenschappen is deze wit en staat er een correctiecijfer voor het Huckepackprofilnummer (Hk-PNr) onder.
| WBK | Laadeenheid                       | Opmerkingen                                                                   |
| --- | --------------------------------- | ----------------------------------------------------------------------------- |
| C   | zeecontainers en wissellaadbakken | Van het Franse woord Caisse mobile.                                           |
| ISO | zeecontainers                     | Draaistelwagens met draaipuntafstand > 16,15 t/m 19,30 m.                     |
| P   | opleggers                         | Poche (Frans), verwijzend naar de gebruikte spoorwagons.                      |
| N   | opleggers                         | Volgens Novatrans-systeem.                                                    |
| NT  | Rollende Landstraße               | Afkorting van Niederflurtragwagen. Alleen voor infrastructuur in Zwitserland. |
| B   | horizontale overslag              | O.a. ACTS.                                                                    |
| S   | speciale gevallen                 | O.a. voor transport naar het Verenigd Koninkrijk.                             |

| WBK | Laadeenheid               | Systeem       | Opmerkingen |
| --- | ------------------------- | ------------- | --- |
| (P) | opleggers                 |               | Ander type wagens dan WBK P, voldoet niet aan UIC-normen. Vervangen door WBK P + letter (compatibiliteitscode). |
| A   | opleggers                 | Alpen‑Trailer | Geen UIC‑norm, alleen als multilaterale regeling.                                                               |
| H   | opleggers                 | Cemat‑Technik | Geen UIC‑norm, alleen als multilaterale regeling.                                                               |
| R   | opleggers op draaistellen | Road Railer   | |
| T   | opleggers op draaistellen | Transtrailer  | |
| K   | opleggers op draaistellen | Kombi Rail    | |

#### Compatibiliteitscode
Bij WBK P staat er veelal nog een kleine letter naast, dit is de compatibiliteitscode, die aangeeft welke vorm de laadruimte heeft. Voorheen werd dit meestal door WBK (P) aangegeven.
| Letter | Type wagen              | Steunbokhoogte (cm) | Opmerkingen                                |
| ------ | ----------------------- | ------------------- | ------------------------------------------ |
| -      | UIC-1a (T1) UIC-1b (T3) | 113                 | Standaard wagens (WBK P in gele driehoek). |
| a      | T4                      | 113 of 98           |                                            |
| b      | BA 739 en 744           | 113 of 98           | Bijnaam "Papagei".                         |
| c      | T2000                   | 113 of 98           |                                            |
| d      | Mega 2                  | 113, 98 of 85       |                                            |
| e      | T5 T3000e               | 113, 98 of 88       | [ 6 ]                                      |
| f      | T3000                   | 113, 98 of 88       |                                            |
| g      | Twin                    | 113, 98 of 88       |                                            |
| h      | T4.2                    | 113 of 98           |                                            |

### Huckepackprofilnummer (Hk-PNr)
Huckepackprofilnummer (Duits), veelal afgekort als Hk-PNr, is een codering die de grootte en deels ook de vorm van laadeenheden aangeeft, dan wel aangeeft hoe groot (breed en hoog) laadeenheden mogen zijn op een bepaalde spoorlijn. Zij bestaat uit twee of drie cijfers en wordt voorafgegaan door een letter. Deze letter is voor laadeenheden en wagons de Wagenbestimmungskode (WBK), voor infrastructuur wordt een C gebruikt voor alle laadbakken (WBK C, WBK B en WBK S) en een P voor alle opleggers (zowel WBK P, WBK (P) als WBK N). Het aantal cijfers geeft aan hoe breed de laadeenheid mag zijn. Onder de tweecijferige code vallen opleggers van 2,50 meter breed en laadbakken tot 2,55 m breed. Opleggers met een breedte van 2,55 m vallen onder de driecijferige code, evenals geïsoleerde opleggers en wissellaadbakken, die in verband met de benodigde isolatie 2,60 meter breed mogen zijn.
De tweecijferige code is gebaseerd op standaardwagens met een basisniveau van 1.175 mm vanaf bovenkant spoorstaaf (BS). Codering begint met C00 voor laadbakken van 245 cm hoog. Codering gaat vervolgens verder met stappen van 10 mm. Zo geeft C45 aan dat de laadeenheid 290 cm hoog mag zijn, dit is voldoende voor een high cube-container van 9' 6" hoog (289,6 cm). De driecijferige code is een weergave van de hoekhoogte voor opleggers in centimeter (bij een breedte van 2,60 m) beginnende bij P330. Hierbij gaat men uit van een basisniveau van 330 mm vanaf bovenkant spoorstaaf (BS).

#### Wagons met afwijkend basisniveau

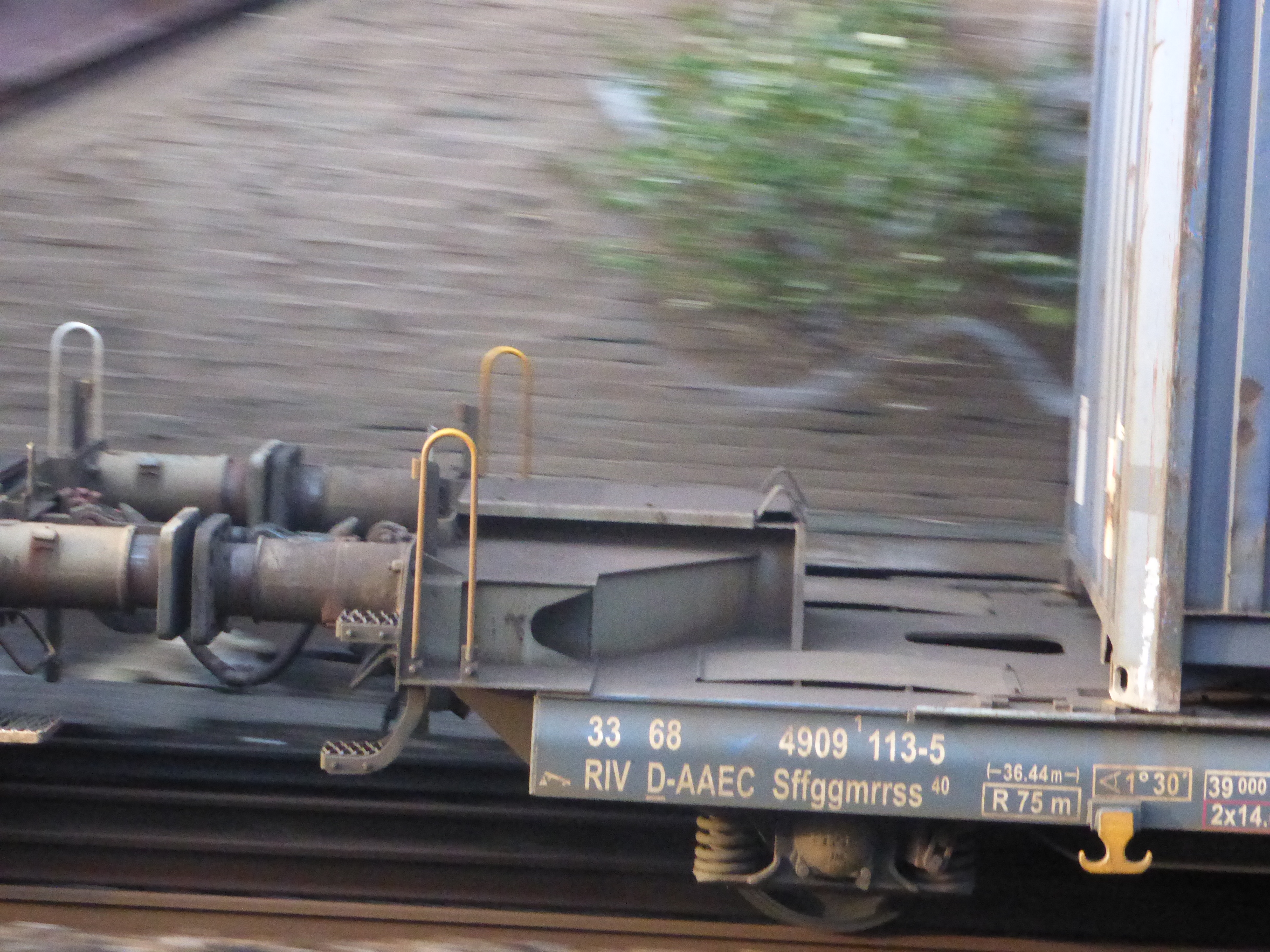
Megafret wagen

Veel spoorgoederenwagens worden gebouwd met een vloerhoogte die afwijkt van het basisniveau dat ten grondslag ligt aan het coderingssysteem. Dit wordt dan aangegeven op de betreffende wagon, een lagere vloer met een plus, hoger met een minus.
Een voorbeeld is de megafret-wagen, deze heeft een vloerhoogte van 825 mm en krijgen daarom een opschrift "+35". Deze extra laadhoogte wordt gebruikt om hogere laadeenheden te vervoerden dan anders op een spoorlijn mogelijk was. Enerzijds om hogere wissellaadbakken (3,22 m) op een C45 gecodeerde lijn te vervoeren, anderzijds om wissellaadbakken die op een standaard wagen codering C45 nodig zijn (o.a. high cube-containers), in het Verenigd Koninkrijk te vervoeren op lijnen met codering S21.

### Toepassingen

#### Omgrenzingsprofielen
De onderstaande tabel geeft een aantal omgrenzingsprofielen, de daarvoor geldende Huckepackprofilnummers en de bijbehorend hoekhoogtes van de laadeenheden.
| Land          | Omgrenzingsprofiel             | Huckepackprofilnummer (Hk-PNr) | Huckepackprofilnummer (Hk-PNr) | Huckepackprofilnummer (Hk-PNr) | Opmerkingen   |
| Land          | Omgrenzingsprofiel             | WBK C                          | WBK P                          | WBK NT                         | Opmerkingen   |
| ------------- | ------------------------------ | ------------------------------ | ------------------------------ | ------------------------------ | ------------- |
| Europese Unie | G1                             | 08                             | 08                             | -                              |               |
| Europese Unie | GA                             | 22 341                         | 22 339                         | -                              |               |
| Europese Unie | GB                             | 45 360                         | 45 359                         | -                              |               |
| Europese Unie | GB1/GB+                        | 55 385                         | 55 380                         | -                              |               |
| Nederland     | Prorail BP1                    | 50 380                         | 50 380                         | -                              |               |
| Nederland     | Prorail BP2                    | 70 400                         | 70 400                         | -                              |               |
| Nederland     | Prorail BP3                    | 80 410                         | 80 410                         | -                              |               |
| Zwitserland   | SIM-profil (Lotschbergroute)   | 80 405                         | 80 405                         | 70 396                         |               |
| Zwitserland   | HP-profil (o.a. Gotthardroute) | 60 384                         | 60 384                         | 50 375                         | ook EBV 1/P60 |
| Zwitserland   | AB-EBV O1                      | 25 344                         | 25 344                         | -                              |               |
| Zwitserland   | AB-EBV O2                      | 60 384                         | 60 384                         | 50 375                         | ook W 50      |
| Zwitserland   | AB-EBV O3                      | 80 405                         | 80 405                         | 70 396                         |               |

#### Laadeenheden

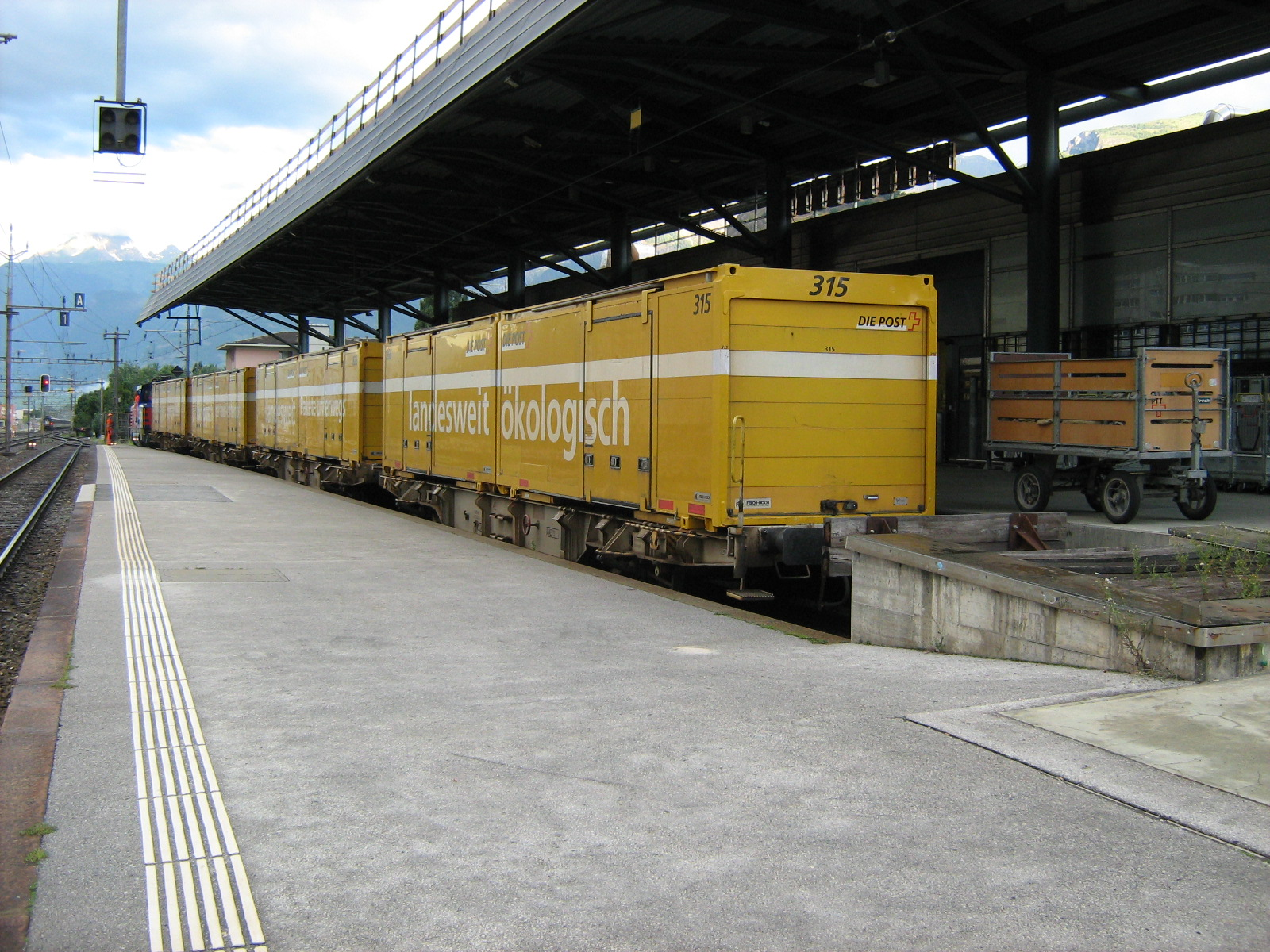
Zwitserse postcontainers

Ter verduidelijking hieronder een tabel enkele veel voorkomende laadeenheden, hun codering en bijbehorende hoekhoogte.
| Laadeenheid                                 | Huckepackprofilnummer (Hk-PNr) | Hoekhoogte (cm)             |
| ------------------------------------------- | ------------------------------ | --------------------------- |
| ISO-container                               | C00 C15                        | 243,8 (8' 0") 259,1 (8' 6") |
| High cube container                         | C45                            | 289,6 (9' 6")               |
| Innofreight Woodtainer XXL                  | C45                            | 290                         |
| Innofreight Agrotainer                      | C22                            | 267                         |
| Zwitserse postcontainers (eerste generatie) | C22 / S22                      | 267                         |